# Jaryna Tschornohus

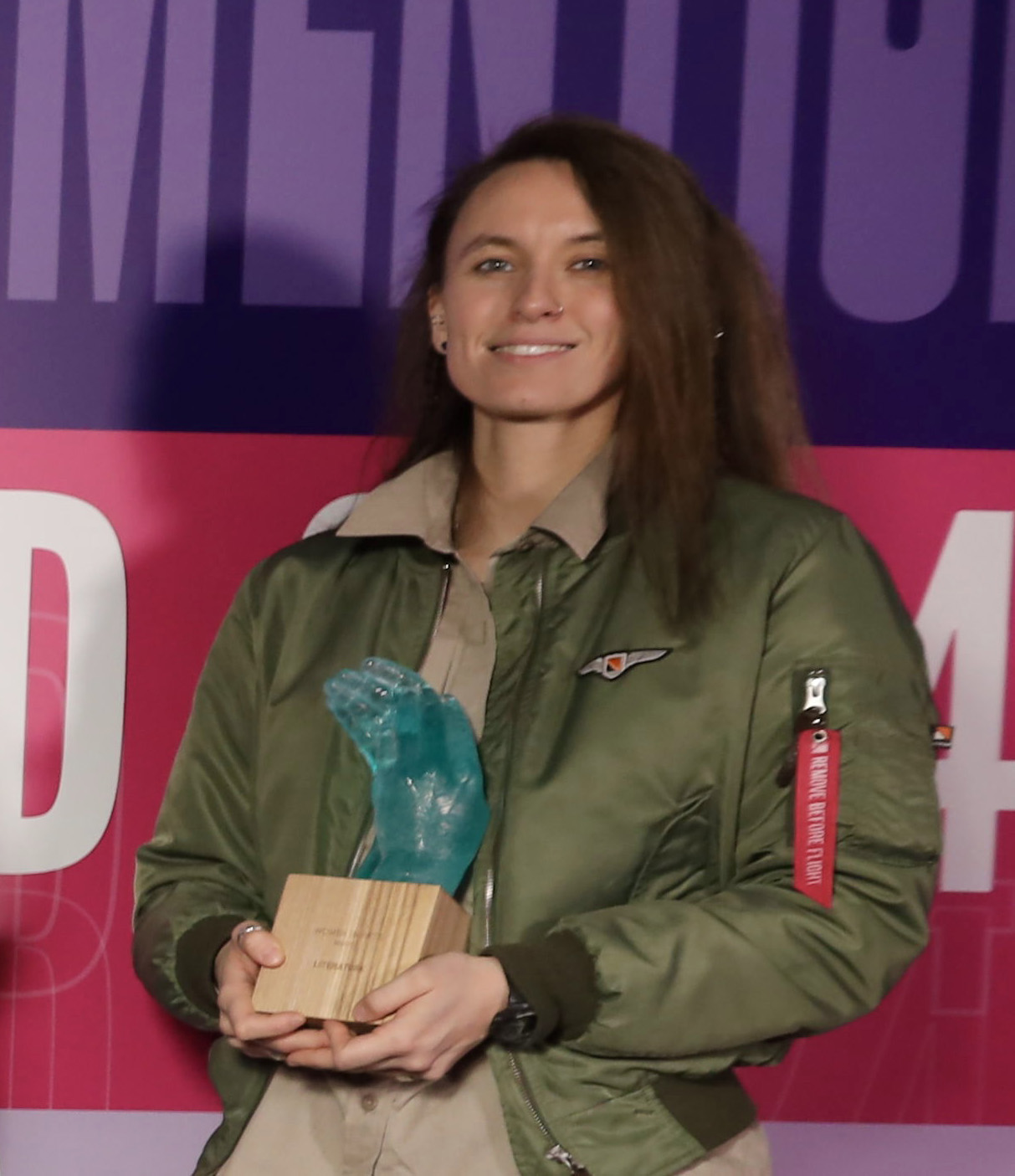
Jaryna Tschornohus (2024)

Jaryna Jaroslawiwna Tschornohus (ukrainisch Ярина Ярославівна Чорногуз; * 18. Mai 1995 in Kiew) ist eine ukrainische Dichterin. Als Militärsanitäterin und Marinesoldatin (Able Seaman) der ukrainischen Streitkräfte ist sie Teilnehmerin des russisch-ukrainischen Krieges.

## Leben und Wirken
Jaryna Tschornohus ist die Tochter des ukrainischen Dichters, Kobsar-Bandura-Musikers und Journalisten Jaroslaw Tschornohus und die Enkelin des ukrainischen Schriftstellers Oleh Tschornohus. Im Jahr 2019 schloss sie ihr Philologie- und Literaturstudium an der Kiew-Mohyla-Akademie mit einem Magister-Diplom ab.
Tschornohus nahm an der Bürgerbewegung Widsitsch und am Euromaidan teil. Seit 2019 diente Tschornohus im Sanitätsbataillon Hospitaliter beim Krieg im Donbas. Nachdem ihr Freund und Lebensgefährte Mykola Sorotschuk am 22. Januar 2020 in der Nähe von Talakiwka getötet worden war, trat sie den Streitkräften der Ukraine bei. Anfang 2020 protestierte Tschornohus vor dem Präsidialamt gegen das Abkommen mit den Separatisten von DNR / LNR, das den selbsternannten Republiken de facto einen quasi-legalen Status verlieh.
Während des russischen Überfalls auf die Ukraine im 2022 diente Tschornohus im Donbas. Anstelle einer geplanten Rotation setzte sie ihren Einsatz in Popasna, Mariupol und Bachmut fort.
Zusammen mit drei anderen Soldatinnen reiste sie in die USA, um den Kongress um mehr Militärfahrzeuge und Ausrüstung für die Ukraine zu bitten.
Jaryna Tschornohus hat eine Tochter.

## Werke
Gedichtesammlungen
- [dasein: оборона присутності]. Wichola, Kiew 2023, ISBN 978-617-8257-11-8[9] (ukrainisch)
- Як вигинається воєнне коло. Folio, Charkiw 2020, ISBN 978-966-03-9464-3 (ukrainisch)

Sammelband
- Незламній / For Invincible. Folio, Charkiw 2023, ISBN 978-617-551-340-8 (ukrainisch, englisch)

## Auszeichnungen
- 2024 – Taras-Schewtschenko-Preis für [dasein: оборона присутності][10]
- 2023 – Medaille für Militärdienst (Ukraine) – für den Mut zur Verteidigung der staatlichen Souveränität und der territorialen Integrität der Ukraine, für die selbstlose Erfüllung der militärischen Pflichten[11]
- 2023 – Preis Women in Arts.The Resistance in der Kategorie „Frauen in der Literatur“ nominiert.[12]
- 2022 – Lebensrettungsmedaille (Ukraine)[13]
- 2021 – Liste der 100 einflussreichsten Frauen der Ukraine des Magazins Focus[14]
- 2020 – Auszeichnung in einem Literaturwettbewerb des Smoloskyp-Verlags für Як вигинається воєнне коло[15]